# Gottesmord
Der Ausdruck Gottesmord (altgriechisch θεοκτονία theoktonía, lateinisch deicīdium) entstand im Jahr 160 aus der Aussage des Bischofs Melito von Sardes: „Gott ist ermordet worden“. Er behauptet eine angebliche Kollektivschuld der Juden an der Kreuzigung des Jesus von Nazaret und identifiziert diesen Sohn Gottes dabei mit Gott selbst als dem Schöpfer der Welt. Er schreibt dem Judentum also das größte denkbare, universale und unaufhebbare Verbrechen zu.
Dieser Schuldvorwurf ist ein zentrales Stereotyp des christlichen Antijudaismus. Damit begründeten christliche Theologen ab dem 2. Jahrhundert die angebliche „Verwerfung“, „Enterbung“ und Ersetzung des Judentums durch die Alte Kirche (Substitutionstheologie). Demgemäß wurden die Juden in der Kirchengeschichte kontinuierlich als „Gottesmörder“, „Christusmörder“, „Mörder des Herrn“ (griechisch Kyrioktonoi) oder „Heilandsmörder“ bezeichnet und dargestellt. Im Hochmittelalter wurden aus dem Gottesmordvorwurf christliche Ritualmordlegenden und andere angebliche religiöse Vergehen von Juden abgeleitet. Dieses dämonisierende Judenbild wurde in der Volksfrömmigkeit verankert und trug wesentlich dazu bei, dass Judenfeindlichkeit ein „kultureller Code“ der Geschichte Europas wurde.
Ab der Spätantike rechtfertigte der Katholizismus, ab der Frühen Neuzeit auch der Protestantismus mit diesem etablierten Judenbild die soziale Diskriminierung, Unterdrückung und zeitweise Verfolgung jüdischer Minderheiten. Das begünstigte den modernen Antisemitismus, trug zu „akuten Formen der Komplizenschaft“ der Großkirchen mit dem Nationalsozialismus bei und ermöglichte es mit, dass der Holocaust überwiegend von christlich getauften Tätern ausgeführt wurde.
Die Großkirchen haben die Christusmord- und Gottesmordthese und weitere damit verknüpfte antijudaistische Stereotype seit 1945 allmählich als Irrtum und Schuld erkannt und sind öffentlich davon abgerückt (siehe Kirchen und Judentum nach 1945).

## Neues Testament
Der Vorwurf des „Gottesmordes“ schreibt Jesu Kreuzigung historisch nicht den römischen Behörden, sondern „den Juden“ zu, und versteht Jesus Christus theologisch dabei nicht nur als von Gott erwählten Menschen, sondern als mit Gott identisches Wesen, als Gott selbst. Beides ist im Neuen Testament (NT) nicht belegt. Dieses verkündet Jesu Tod aufgrund der Auferstehung Jesu Christi als vom Gott Israels gewolltes universales Heilsgeschehen für Juden und Nichtjuden, also für alle Menschen. Damit widerspricht die Kernbotschaft des NT dem Gottesmordvorwurf gegen Juden, der ihre Bestrafung verlangt und rechtfertigt.
Nur einzelne NT-Stellen machen „die Juden“ oder „das ganze Volk“ für Jesu Tod verantwortlich. Dabei handelt es sich um pauschalisierende Kampfaussagen im Rahmen eines innerjüdischen Gruppenstreits, als die kleine Gemeinschaft der Urchristen noch um Anerkennung im Gesamtjudentum rang. Daraus einen fortwährenden Kollektivschuldvorwurf gegen alle Juden abzuleiten, lag außerhalb ihrer Vorstellungswelt: Israel war und blieb für sie fraglos das erwählte Gottesvolk.

### Passionserzählung der Urgemeinde
Die vier kanonischen Evangelien nennen drei interagierende Gruppen, die in verschiedenem Maß an der Verhaftung, Verurteilung, Auslieferung und Kreuzigung Jesu mitwirkten: die Römer als militärische Besatzungsmacht, den Sanhedrin als oberste Religionsbehörde des damaligen Judentums, und die Anhänger der Sadduzäer in Jerusalem. Die im Kern übereinstimmenden Textpassagen werden auf eine Passionserzählung der Jerusalemer Urgemeinde zurückgeführt, die bald nach Jesu Tod entstand. Diese lässt keinen Zweifel, dass der römische Statthalter Pontius Pilatus durch seine Soldaten Jesus hinrichten ließ, weist dem damaligen Hohenpriester aber eine starke Mitverantwortung zu: Der von ihm geführte Sanhedrin habe Jesus festgenommen, verurteilt und den Römern ausgeliefert.
Die Urgemeinde wollte jedoch nicht primär historische Verantwortung festhalten, sondern Jesu Leiden und Sterben als Gottes endgültiges Eintreten für das erwählte und verfolgte Volk Israel verkünden. Ihre Erzählung ist durchweg projüdisch. Darin tritt Jesus als der Menschensohn auf, den das Judentum seit der akuten Verfolgung durch Antiochus IV. (168 bis 164 v. Chr.) erhoffte: Ihm, dem Vertreter des unter den Gewaltherrschern leidenden Israel, werde JHWH beim Gericht über alle Gewaltsysteme seine universale Herrschaft übertragen (Dan 7,13-25 ).
- Daran anknüpfend, sagt Jesus in Mk 14,41 EU, nun werde der Menschensohn selbst – wie in Dan 7,25 die Israeliten – in die Hände der „Sünder“ (Gewaltherrscher) ausgeliefert. Er leidet und stirbt also mit jenem Volk, das er vertritt.
- Zuvor beim Pessachmahl, das an Israels Auszug aus Ägypten erinnert, gibt er dem Zwölferkreis, der die zwölf Stämme Israels vertritt, vorweg Anteil an seiner Selbsthingabe und bezieht dabei gemäß Jes 53,11-12 EU die Völker ein: „Dies ist mein Leib (Leben) für euch – dies ist mein Sterben für die Vielen“, das den Bund Gottes mit Israel erneuert (Mk 14,24 EU).
- Mit dem feierlichen Schwur, erst im kommenden Reich Gottes wieder Wein zu trinken (Mk 14,25 EU), stellt Jesus sein letztes Mahl in die Perspektive der universalen Gottesherrschaft, die laut Jes 25,6-8 EU Tod und Leid weltweit überwinden werde.
- Im Verhör des Sanhedrin geht es laut Mk 14,58 EU um Jesu Ansage von Zerstörung und Neubau des Tempels (Mk 13,2 EU; vgl. Jer 26 EU). Da der Tempelneubau biblisch nur dem Messias zusteht, fragt der Hohepriester konsequent nach Jesu Messiaswürde. Nach Mk 14,62 EU bejaht Jesus die Frage und sagt den Vertretern des Judentums das Kommen des Menschensohns zu: Israel habe als Gottes Volk auch nach der Tempelzerstörung eine Zukunft.

Um den Tempelkult zu schützen, liefert der Sanhedrin ihn den Römern aus. In sprechenden Details stellt die Passionserzählung Jesus den unterdrückten und entrechteten Juden an die Seite:
- Simon von Kyrene, ein Diasporajude, wird zum Frondienst des Kreuztragens gezwungen (Mk 15,21 EU).
- Gemäß seinem Pessachschwur lehnt Jesus den Betäubungstrank der römischen Henker ab (Mk 15,23 EU).
- Er wird mit aufständischen Zeloten unter dem Kreuzestitel INRI, also wegen seines Eintretens für die jüdische Befreiungshoffnung gekreuzigt (Mk 15,26-27 EU).
- Er erleidet stellvertretend das biblisch angekündigte, befristete und unwiederholbare Endgericht, ausgedrückt im Stundenschema der Zeitangaben und im Bild der Gerichtsfinsternis über die ganze Erde (Mk 15,33 EU).
- Er schreit den Gerichtsschrei der Gottverlassenheit, zugleich die offene Klage aller Unrecht leidenden Juden (Mk 15,34 EU; zitiert Ps 22,2 EU).

Die ganze Erzählung sagt also aus: Jesus, der Menschensohn, starb als Vertreter Israels für und mit Israel, nahm das Gericht an seiner statt auf sich und ging in seine Leidensgeschichte ein. So geschah Gottes Versöhnung mit der Welt, so erhielten die Völker Anteil an Israels Befreiungshoffnung.
Die Gottesmordtheorie folgte laut Bertold Klappert aus dem Verlust dieser „israelitischen Kontur“ der Passionserzählung. Sie war eine grundlegende Verkehrung, die das abgeschlossene Gericht den Juden auferlegte, die Solidarität mit den leidenden Juden verweigerte, sie verfolgte und die eigene Schuld an ihren Leiden auf das Judentum zurück projizierte.

### Evangelien
Schon das Markusevangelium, das älteste der vier kanonischen Evangelien, entlastete die römische Besatzungsmacht und belastete den Sanhedrin: Unmittelbar nach Jesu Angriff auf den Opferkult im Tempel hätten die Tempelpriester seinen Tod beschlossen, aber wegen der Sympathie für ihn im jüdischen Volk verabredet, ihn heimlich und „mit List“ zu verhaften (Mk 10,33 ). Der Sanhedrin habe ihn auf Initiative des Hohenpriesters einstimmig zum Tod verurteilt (Mk 14,64 ) und dann unter einer falschen Anklage an Pilatus überstellt. Dieser habe Jesus für schuldlos gehalten und den anwesenden Juden mehrmals seine Freilassung angeboten. Dies hätten diese abgelehnt und gefordert: „Kreuzige ihn!“ Diesem Druck habe Pilatus schließlich nachgegeben (Mk 15,1–15 ).
Die späteren Evangelien verringerten die Hauptverantwortung des Pilatus weiter und verstärkten die Mitschuld des Hohenpriesters und seiner Jerusalemer Anhänger. Laut Mt 27,25  rief „das ganze Volk“ nach dem Handwaschritual des Pilatus: „Sein Blut komme über uns und unsere Kinder!“ Im narrativen Kontext meint „Volk“ (griechisch laos) hier (wie in Mt 15,8) nicht alle Israeliten, sondern die anwesenden Ankläger und Gegner Jesu. Mit ihrem Ruf erklären sie sich bereit, die Folgen eines möglichen Fehlurteils über Jesus zu tragen. Mit den „Kindern“ ist die nachfolgende Generation gemeint, die den Jüdischen Krieg gegen die Römer (66 bis 70 n. Chr.) miterlebte. Dieser endete mit der Zerstörung Jerusalems und des Tempels, auf die Stellen wie Mt 22,7 und Mt 23,35ff. anspielen. Daher wird auch Mt 27,25 als nachträgliche urchristliche Deutung (Vaticinium ex eventu) dieser Katastrophe verstanden.
Der Vers verwendet die geprägte biblische Wendung „Dein Blut komme auf / über dein Haupt“ (auch als Pluralanrede), die Täter für ihr Handeln verantwortlich und mit ihrem Leben für die Folgen haftbar macht. In 2 Sam 1,16  begründet dieser Satz die Todesstrafe für einen Nichtjuden, der zuvor den gesalbten König getötet hatte. In Apg 18,6  behaftet Paulus von Tarsus Juden, die sein Evangelium ablehnten und „Lästerungen ausstießen“, mit diesem Satz, bevor er von der Judenmission zur Heidenmission überging. Alle biblischen Beispiele des Satzes schließen eine Kollektivschuld und Sippenhaft gerade aus.
Bei Mt erscheint der Ausdruck als Eigenaussage von Juden, die für Jesu Tod plädieren, sich also selbst vorab mit den Folgen dieses Urteils behaften, auf die der Redaktor zurückblickte. Seine Deutung folgte dem biblischen Tun-Ergehen-Zusammenhang, wonach ein ungesühnter Justizmord Unheil für die jeweils lebende Generation bewirke. Nur Erzähltexte des Tanach enthalten diese Sicht, so 1Kön 21,21 und 1Kön22; Est 7,10; 8,12 und 9,6-14 sowie Dan 6,25. Die Tora macht nur falsche Zeugen für von ihnen verursachte Todesstrafen haftbar (Dtn 19,16-21 ) und verbietet explizit die Sippenhaft (Dtn 24,16 ). Auch die jüdischen Psalmen Salomos und Josephus deuteten Jerusalems Untergang als Strafe Gottes für die Gottlosigkeit der Hohenpriester oder der Judäer.
Christliche Theologen deuteten Mt 27,25 jedoch ab dem 2. Jahrhundert kontinuierlich als „Selbstverfluchung“ und Beleg für eine immer weiter vererbte, unaufhebbare Kollektivschuld aller Juden am Tod Jesu. Der angebliche „Blutfluch“ diente Christen oft dazu, Judenpogrome zu rechtfertigen.
Das Lukasevangelium stellt Jesu Tod nach Analogie des mit und für Israel leidenden Gerechten dar. Die Bitte des Gekreuzigten um Vergebung für seine Mörder (Lk 23,34 ) schließt jeden Schuldvorwurf gegen Tätergruppen aus. Sie wurde in einigen NT-Handschriften weggelassen, wahrscheinlich um die Juden als angebliche Christusmörder von dieser Vergebung auszunehmen.
Das Johannesevangelium spiegelt die inzwischen vollzogene Trennung von Juden und Christen: Anders als die älteren Evangelien spricht es unterschiedslos von „den Juden“ als Gegnern Jesu. Nach Joh 19,12  erpressten sie Pilatus kollektiv dazu, Jesus hinrichten zu lassen. Der Evangelist stellt sie damit typologisch als Vertreter des gottfeindlichen Äons dar, den Jesu Kreuzigung und Auferstehung beendet und überwunden habe. Diese theologische Deutung seines Heilswerks setzt Israels unaufhebbare Erwählung zum Volk Gottes jedoch gerade voraus und bestätigt das Jesuswort in Joh 4,22 : „Das Heil kommt von den Juden“. In einer der vom Evangelisten komponierten Reden redet Jesus daher nicht alle Juden, sondern nur seine damaligen Gegner als jene an, die „den Teufel zum Vater“ hätten (Joh 8,44 ).
Laut Joh 19,16  übergab Pilatus Jesus nach dem Verhör dem Sanhedrin unter dem Hohepriester: „Da lieferte er ihnen Jesus aus, damit er gekreuzigt würde. Sie übernahmen Jesus.“ Dies legt nahe, dass sie Jesus selbst kreuzigen sollten. Doch laut Joh 19,23  führten eindeutig römische Soldaten, die nur auf Befehl des Pilatus handeln konnten, Jesu Kreuzigung aus. Historisch konnte damals nur der römische Statthalter in den jüdischen Provinzen Todesstrafen anordnen und vollstrecken lassen. Außerbiblische Quellen bestätigen, dass nur die Römer die Kapitalgerichtsbarkeit besaßen. Dies stellt einen regulären Religionsprozess des Sanhedrin in Frage.
Im Anschluss an Jules Isaac und Paul Winter beurteilen Neutestamentler heute daher mindestens den Todesbeschluss des Sanhedrin, das einstimmige Todesurteil (Mk 14,64), die Folter Jesu durch Ratsmitglieder (Mk 14,65), die Pessachamnestie des Pilatus (Mk 15,6–15) und die Selbstbezichtigung der jüdischen Ankläger Jesu (Mt 27,25) als antijüdische Redaktion. Diese verlagerte die historische Verantwortung für Jesu Kreuzigung von den Römern auf die Sadduzäer und deren Anhänger in Jerusalem. Hintergrund war die Situation nach der Tempelzerstörung des Jahres 70, als die Sadduzäer ihre Führungsrolle im Judentum verloren hatten: Nun versuchten die Christen sich stärker von den Juden abzusetzen, um nicht mit ihnen von den Römern verfolgt zu werden. Historiker betonen, dass alle die Juden scheinbar pauschal verurteilenden NT-Aussagen von Urchristen jüdischer Herkunft stammen, die sich weiter als Teil des Judentums sahen und ihre Konflikte mit anderen jüdischen Gruppen beim Abfassen der Evangelien in die Zeit Jesu zurückverlegten. Solche Aussagen gelten daher als innerjüdische Polemik im Trennungsprozess beider Religionen, nicht als Ausdruck eines allgemeinen Judenhasses.
Der Neutestamentler John Dominic Crossan hält den Prozess des Sanhedrin gegen Jesus insgesamt für ahistorisch und erklärt zur Wirkungsgeschichte:

„Solange die Christen eine unterprivilegierte Randgruppe waren, schadeten ihre Passionserzählungen, welche die Juden als schuldig am Tode Jesu hinstellten, die Römer aber von jeder Schuld daran entlasteten, im Grunde niemandem. Doch als dann das römische Reich christlich wurde, wurde die Fabel mörderisch. […] Mögen die Ursprünge der Erfindung auch erklärlich sein und die Motive ihrer Erfinder verständlich, so hat doch das Beharren auf dieser Fabel […] sie zu einer langandauernden Lüge gemacht, und um unserer eigenen Integrität willen müssen wir Christen sie endlich als solche bezeichnen.“

### Apostelgeschichte
Im Anschluss an die Evangelien nennt auch die Apostelgeschichte des Lukas die Jerusalemer Stadtbevölkerung und deren Führung als Verursacher des Todes Jesu (Apg 13,27 ):

„Denn die zu Jerusalem wohnen und ihre Obersten haben, weil sie Jesus nicht erkannten, mit ihrem Urteilsspruch die Worte der Propheten, die an jedem Sabbat verlesen werden, erfüllt. Und obwohl sie nichts an ihm fanden, das den Tod verdient hätte, baten sie doch Pilatus, ihn zu töten.“

Das stellt die Unschuld des Opfers und das Unrecht der Täter heraus, nimmt sie aber zugleich in Schutz: So seien sie Werkzeug des lange vorher in der Schrift angekündigten Willens Gottes geworden.
Die ersten öffentlichen Predigten getaufter an ungetaufte Juden in Jerusalem behaften ihre Adressaten mit einer Mitschuld am Tod Jesu, um ihnen Rettung anzubieten und Umkehr zu Gott zu ermöglichen (Apg 2,23f. ): „Ihn, der durch Gottes Ratschluss und Vorsehung dahingegeben wurde, habt ihr durch die Hand der Heiden ans Kreuz geschlagen und getötet.“ Apg 3,15 : „Den Fürsten des Lebens habt ihr getötet.“ Apg 5,30 : „Der Gott unserer Väter hat Jesus auferweckt, den ihr an das Holz gehängt und getötet habt.“ Zugleich bekräftigen sie, dass die Täter aus Unwissenheit handelten (Apg 3,17 ): „Nun, liebe Brüder, ich weiß, dass ihr es aus Unwissenheit getan habt wie auch eure Obersten.“ Diese Aussagen sind integraler Bestandteil der Verkündigung des Evangeliums.
Die sogenannten Hellenisten unter den Jerusalemer Urchristen begannen mit der Mission unter Nichtjuden, lehnten den Jerusalemer Tempelkult ab und erklärten ihn mit Jesu Kreuzigung für unwirksam. So predigte Stephanus laut Apg 7,52  den Tempelpriestern:

„Ihr Halsstarrigen und Unbeschnittenen an Herzen und Ohren! Ihr widerstrebt allzeit dem Heiligen Geist, wie Eure Väter so auch ihr. Welchen Propheten haben eure Väter nicht verfolgt? Und sie haben getötet, die da zuvor verkündeten das Kommen des Gerechten, dessen Verräter und Mörder ihr nun geworden seid.“

Diese Polemik entsprach bis in die Wortwahl hinein der scharfen Kritik jüdischer Propheten am Götzendienst Israels. Prophetische Kultkritik gab es im Judentum seit Elija und Amos (um 800 v. Chr.). Sie war Ausdruck eines innerjüdischen Konflikts zwischen verschiedenen Interessengruppen und den ihnen zugehörigen Theologien. Jeremia hatte um 590 v. Chr. im Tempelbezirk die Zerstörung des ersten Jerusalemer Tempels angekündigt und damit sein Leben riskiert (Jer 26).

### Paulus
Paulus von Tarsus sah sich durch sein Damaskuserlebnis zur Völkermission berufen. In 1 Thess 2,15  schrieb er an seine erste Gemeinde:

„Diese [die Juden] haben Jesus, den Herrn, und die Propheten getötet; auch uns haben sie verfolgt. Sie missfallen Gott und sind Feinde aller Menschen.“

Nur diese Stelle im NT behauptet eine Alleinschuld der Juden an Jesu Tod. Sie verknüpft diese mit der biblischen Tradition vom Prophetenmord (Neh 9,26; Esr 9,11), die im Judentum als Selbstkritik und Bußpredigt verankert war und so auch von den Urchristen übernommen wurde (so in Mt 23,30-37  und Apg 7,52 ). Es handelt sich also um eine verallgemeinernde theologische Deutung, keine historische Feststellung.
Mit dem zweiten Satz übernahm Paulus das Klischee des angeblichen „Menschenhasses“ (lateinisch odium generis) der Juden, das bei nichtjüdischen Bildungsschichten der Antike etabliert war und etwa beim römischen Historiker Tacitus auftaucht (Annales 5,1f. und öfter).
Den Anlass des Vorwurfs zeigt 1 Thess 2,16 :

„Sie hindern uns daran, den Heiden das Evangelium zu verkünden und ihnen so das Heil zu bringen. Dadurch machen sie unablässig das Maß ihrer Sünden voll. Aber der ganze Zorn ist schon über sie gekommen.“

Paulus sah sich damals durch andere Judenchristen an seiner Völkermission gehindert. Doch sofort wies er eine Verdammung seiner Gegner zurück. Der Ausdruck „der ganze Zorn [Gottes]“ verweist auf das schon vollzogene Gericht Gottes, das Jesus am Kreuz stellvertretend erlitten und so Menschen aus der Hand genommen habe.
Der Brief des Paulus an die Römer (Kapitel 9–11) widerspricht ultimativ der Meinung, Gott habe sein erwähltes Volk Israel verstoßen und den Bund mit ihm aufgekündigt (Röm 11,1f.29 ). Paulus kennzeichnete diese Meinung als Hochmut, mit dem sich die christliche Gemeinde von ihrem Ursprung trenne und damit Gottes Gnade und die biblischen Zukunftsverheißungen verliere. Die Nichtanerkennung Jesu Christi durch die meisten Juden sei im Gegenteil Ansporn zur Völkermission und werde nur von Christus selbst bei seiner Wiederkunft aufgehoben werden.
Demgemäß betonte Paulus in Röm 12,19 : „Übt nicht selbst Vergeltung, Geliebte, sondern lasst Raum für das Zorngericht Gottes; denn es steht geschrieben: Mein ist die Vergeltung, ich werde vergelten, spricht der Herr.“ Damit bekräftigte er das Verbot der Rache in der Tora (Dtn 32,35 ), das auch im Gebot der Nächstenliebe (Lev 19,18 ) enthalten ist.
Doch indem die Teilaussage „Die Juden haben unseren Herrn Jesus getötet“ aus ihrem Eigenkontext und aus der gesamten paulinischen Theologie herausgelöst und von der Schuldbehaftung der beteiligten Tätergruppen getrennt wurde, wirkte sie als Vorwurf einer jüdischen Kollektivschuld in der Kirchengeschichte weiter.

## Spätantike
Die auf Rettung zielende urchristliche Verkündigung wurde nach der Tempelzerstörung (70) und der Vertreibung der meisten Juden aus Palästina (135) von der Substitutionstheologie abgelöst: Gott habe das Volk Israel endgültig „verworfen“ und stattdessen die Kirche erwählt. Das Judentum wurde als überholte Religion, Gegenpol und Negativfolie des Christentums fixiert. Diese Sicht wurde mit der innerjüdischen Polemik des NT gerechtfertigt, so dass Worte wie Joh 8,44 einen dem ursprünglichen Kontext entgegengesetzten Sinn erhielten: Sie stempelten nun alle Juden zu satanischen Feinden Gottes und verdammten sie als ewig Verworfene. Wesentliche Basis dieser „theologischen Enteignung“ Israels war der auf das NT gestützte Vorwurf einer angeblichen jüdischen Kollektivschuld am Tod Jesu.
Ab dem 2. Jahrhundert erhoben die meisten Kirchenväter und Theologen der Alten Kirche diesen Vorwurf. Justin der Märtyrer schrieb in seinem Hauptwerk Dialog mit dem Juden Tryphon (um 160): „Ihr habt ihn gekreuzigt, den einzig Schuldlosen und Gerechten. […] Ihr habt eurer Widernatürlichkeit die Krone aufgesetzt, indem ihr den Gerechten, den ihr getötet habt, haßtet.“ Er verband also eine historisch falsche Behauptung mit einem angeblichen, aktuellen allgemeinen Christenhass der Juden. Dabei berief er sich jedoch nicht auf die Evangelien, sondern auf christliche Apokryphen. Zudem deutete er die jüdische Beschneidung als Fluch, mit dem Gott die Juden sichtbar aus den Völkern markiert habe, um sie leichter von diesen bestrafen zu lassen.
Um 160 klagte Bischof Melito von Sardes († um 190) die Juden in seiner 1940 als Handschrift wiederentdeckten Predigt Über das Passah wie folgt an:

„Welch schlimmes Unrecht, Israel, hast du getan? Du hast den, der dich ehrte, geschändet […] Du bereitetest ihm spitze Nägel und falsche Zeugen und Fesseln und Geißeln und Essig und Galle und das Schwert und die Trübsal wie für einen Raubmörder […] Getötet hast du den Herrn inmitten Jerusalems! Höret es, alle Geschlechter der Völker und sehet: Unerhörter Mord geschah inmitten Jerusalem in der Stadt des Gesetzes, der Hebräer, der Propheten, in der Stadt, die für gerecht galt! […] Der die Erde aufhing, ist aufgehängt worden; der die Himmel festmachte, ist festgemacht worden; der das All befestigte, ist am Holz befestigt worden […] der Gott ist getötet worden; der König Israels ist beseitigt worden von Israels Hand. Oh, welch unerhörter Mord! Oh, welch unerhörtes Unrecht!“

Die Rede verzerrt die NT-Überlieferung von Jesu Passion, indem sie „spitze Nägel“, „Geißeln“, „Schwert“ von den Römern auf Juden überträgt. So macht sie diese nicht nur für Todesurteil und Auslieferung, sondern auch für Folter und Hinrichtung Jesu verantwortlich. Die Schuldanklage ist hier ein rhetorisches Stilmittel, um Israels angebliche Kollektivschuld gegenüber den christlichen Predigthörern und von dort aus allen Völkern zu demonstrieren. Jerusalem wird als „Stadt des Gesetzes“ identifiziert, so dass das Festhalten an diesem Gesetz als Todesursache Jesu und Unrecht erscheint. Der besondere historische Justizmord an einem Juden wird zum Mord am Schöpfer der ganzen Welt überhöht, so dass dieses Unrecht kosmische Dimensionen erhält und der jüdische Glaube an den Schöpfer als Heuchelei erscheint. Dies sollte dem rabbinischen Judentum, das die Tora nach dem Ende des Tempelkults als geltenden Willen Gottes bewahrte und auslegte, theologisch jede Daseinsberechtigung entziehen.
Hintergrund der Predigt war der frühchristliche Streit um das Osterdatum: Es fiel für Melito noch mit dem 14. Nisan, dem Hauptfesttag des jüdischen Passah, zusammen. Dies machte es für ihn umso notwendiger, die Überlegenheit der christlichen gegenüber der jüdischen Heilslehre herauszustellen. Melito überhöhte Jesu Tod zum Mord an Gott, um die religiöse „Enterbung“ des Judentums als biblisch erwähltes Volk Gottes durch die Kirche zu begründen. Zudem bahnte sich im 2. Jahrhundert der innerchristliche Streit um die zwei Naturen Jesu Christi schon an: Für die orthodoxe Linie war der Mensch Jesus unmittelbar mit dem der Welt zugewandten Wesen Gottes identisch, so dass alles, was Menschen ihm antaten, gegen Gott selbst gerichtet war. Auch für Theologen, die diese Identität Jesu mit Gott ablehnten, war sein Tod Folge und Ausdruck menschlicher Sünde gegen Gott, die jedoch Gottes unsterbliches Wesen nicht angreifen könne. Wie den Juden erschien ihnen die Rede vom „Mord an Gott“ daher als Gotteslästerung. Erst das Erste Konzil von Nicäa (325) entschied diesen Streit in der Kirche zugunsten der orthodoxen Auffassung.
Tertullian legte die Selbstverfluchung der Jerusalemer Volksmenge in Mt 27,25 gegen Paulus (Röm 9–11) als weiterwirkenden Fluch aus (De Oratione 14; um 200): „…das Blut der Propheten und des Herrn selbst klebt an ihnen [den Juden] bis in alle Ewigkeit.“ Dem folgte Origenes (Matthäuskommentar, um 245): „Nicht an jenen nur, die seine Zeitgenossen waren, fürwahr an allen künftigen jüdischen Geschlechtern haftet das Blut Jesu bis ans Ende aller Zeiten.“
Die Didaskalia Apostolorum (~ 280) lässt Jesus Christus gebieten: „Ihr sollt an ihrer [der Juden] Stelle fasten, denn an diesem Tag, während ihres Osterfestes, haben sie mich gekreuzigt.“ Damit wurde der Vorwurf Bestandteil der christlichen Unterweisung für Kirchenlehrer. Jedoch verlangte der Text auch, die Juden trotz ihres angeblichen Christenhasses „Brüder“ zu nennen. Die dogmatische Abgrenzung vom Judentum begründete damals noch keine allgemeine soziale Distanz.
Ephraem der Syrer (~306–373) rechtfertigte die Ausgrenzung von Judenchristen aus der Kirche und damalige Judenpogrome mit der Gottesmordthese: „Heil dir, hehre Kirche, die du nun frei bist vom Gestank der stinkenden Juden. Vertreib das Judenvolk! Es hat das Blut Gottes vergossen, nun wird sein Blut vergossen.“
Eusebius von Caesarea begründete in seiner Kirchengeschichte (nach 324) die These, die Zerstörung des jüdischen Tempels durch die Römer im Jahr 70, der Landverlust und die Zerstreuung der Juden unter die Völker (135) seien Gottes Strafe für ihren angeblichen Mord an Jesus Christus gewesen. Er berief sich dazu auf die biblische Geschichtstheologie, besonders auf das Deuteronomistische Geschichtswerk.
Bis zur gesetzlichen Anerkennung der Kirche als römische Staatsreligion (380) wurde der Gottesmordvorwurf zum festen Stereotyp in den Adversus-Iudaeos-Texten („gegen die Juden“) altkirchlicher Theologen und Amtsträger, darunter Prudentius, Hilarius von Poitiers, Gregor von Nyssa, Ambrosius von Mailand, Epiphanios von Salamis, Kyrill von Jerusalem und weitere.
Hieronymus identifizierte den Messias, den die Juden nach Jesus weiter erwarteten, um 400 mit dem Antichrist und erklärte aus dem Gottesmord das gegenwärtige Elend der seit der Tempelzerstörung in der Welt zerstreuten Juden:

„Welches Verbrechens, welches fluchwürdigen Vergehens wegen hat Gott seine Augen von euch abgewandt? Wisst ihr es nicht? Denkt an das Wort eurer Väter: ‚Sein Blut komme über uns und unsere Kinder!‘ [Mt 27,25] ‚Kommt, lasst uns ihn töten, und unser wird das Erbe sein!‘ [Mk 12,7] ‚Wir haben keinen König außer dem Kaiser!‘ [Joh 19,15] Nun habt ihr, was ihr gewählt habt. Bis zum Ende der Welt werdet ihr dem Kaiser dienen, bis die Fülle der Heiden sich bekehrt. Dann wird auch ganz Israel gerettet werden [Röm 11,25f], aber was einst Kopf wart, wird jetzt zum Schwanz werden.“

Damit rechtfertigte er die aktuelle und dauernde Unterdrückung der Juden im römischen Kaiserreich. Ihre jenseitige Errettung machte er vom Erfolg der christlichen Völkermission abhängig, die zugleich den Antijudaismus globalisieren sollte.
Johannes Chrysostomos schrieb um 390 in der sechsten seiner Predigten adversus Iudaeos, die sich indirekt gegen judaisierende Christen richteten:

„Weil ihr Christus getötet habt, weil ihr gegen den Herrn die Hand erhoben habt, weil ihr sein kostbares Blut vergossen habt, deshalb gibt es für euch keine Besserung mehr, keine Verzeihung und auch keine Entschuldigung. Denn damals ging der Angriff auf Knechte, auf Mose, Jesaja und Jeremia. Wenn auch damals gottlos gehandelt wurde, so war das, was verübt wurde, noch kein todeswürdiges. Nun aber habt ihr alle alten Untaten in den Schatten gestellt durch die Raserei gegen Christus. Deshalb werdet ihr auch jetzt mehr gestraft. Denn, wenn dies nicht die Ursache eurer gegenwärtigen Ehrlosigkeit ist, weshalb hat euch Gott damals ertragen, als ihr Kindesmord begangen habt, wohingegen er sich jetzt, da ihr nichts derartiges verübt, von euch abwendet? Also ist klar, dass ihr mit dem Mord an Christus ein viel schlimmeres und größeres Verbrechen begangen habt als Kindesmord und jegliche Gesetzesübertretung.“

Augustinus von Hippo schrieb in De Civitate Dei (420):

„Die Juden aber, die Christus dem Tod überliefert haben und nicht an ihn glauben wollten, daß er sterben und auferstehen müsse, dienen uns, von den Römern noch unheilvoller heimgesucht und aus ihrem Reiche, wo ohnehin bereits Ausländer über sie herrschten, mit der Wurzel ausgerottet und über alle Länder zerstreut […], durch ihre Schriften zum Zeugnis, daß die Weissagungen über Christus kein Machwerk der Christen sind.“

Demnach hätten die Juden zur Strafe für Jesu Auslieferung bzw. Kreuzigung und für ihren Unglauben an seine Messianität ihren eigenen Staat und Tempelkult verloren, seien unter alle Völker zerstreut und den Christen unterworfen worden. Diese Knechtschaft sei gottgewollt, damit die Juden durch ihr Dasein und ihre biblischen Schriften die überlegene Wahrheit des Christentums bis zum Ende der Welt immer neu bestätigen müssten.
Diese Ansichten wurden im 5. Jahrhundert Allgemeingut der christlichen Theologie, vertreten auch von Prosper Tiro von Aquitanien († um 455) und Cassiodor († um 583). Papst Leo der Große († 461) vertrat damals bereits eine sehr seltene Ausnahmeposition: Er zitierte in seinen Passionspredigten nicht nur die Selbstverfluchung Mt 27,25, sondern auch die Vergebung Jesu für seine Mörder (Lk 23,34), bezog diese also auch auf das Judentum. Dass Römer Jesus gefoltert und zusammen mit anderen Juden gekreuzigt hatten, wurde kaum noch erwähnt und in seinen Folgen für das Verhältnis der Kirche zum Staat nicht mehr bedacht.
Kaiser Justinian I. entzog den Juden des Römischen Reiches 537 mit einem Edikt alle bürgerlichen und religiösen Rechte, weil die Kreuzigung Jesu Christi eine „untilgbare Schuld“ sei.

## Mittelalter
Im Frühmittelalter hatte sich der Gottesmordvorwurf für die christliche Theologie zur Lehre verfestigt und wurde als nicht mehr hinterfragte Tatsache kolportiert. Das „Evangelium der zwölf Apostel“ eines unbekannten Autoren aus dem 7. Jahrhundert vertritt die Substitutionstheologie und kennzeichnet die Juden als „Gottesmörder“ und „Bösewichte“, die Jerusalems Zerstörung verschuldet hätten.
Erzbischof Agobard von Lyon († 840) legte den Juden in seinen um 825 verfassten antijüdischen Polemiken zahlreiche Verbrechen zur Last. Er setzte wie 400 Jahre zuvor Johannes Chrysostomos einen kriminellen Charakter aller Juden voraus, den er auf ihren Gottesmord zurückführte. Diesen Vorwurf führte er als Faktum an, ohne ihn näher zu begründen. Auch Hrabanus Maurus († 856), Erzbischof von Mainz, und Petrus Damiani († 1072) sprachen von Juden allgemein nur als „verruchtem Volk“ und „Christusmördern“. Dabei waren sie anders als Agobard keineswegs fanatische Judenfeinde. Dies traf jedoch auf den Benediktiner-Abt Rupert von Deutz († 1129) zu, der um 1120 ein fiktives Streitgespräch zwischen einem Christen und einem Juden verfasste.
Während der Kreuzzüge bewirkte der Gottesmordvorwurf eine akute Bedrohung des gesamten Judentums. Christliche Anführer des ersten Kreuzzugs rechtfertigten ihre Massaker an Judengemeinden auf dem Weg nach und in Palästina als Rache für den angeblichen Gottesmord der Juden. Gottfried von Bouillon etwa schwor nach zeitgenössischen Quellen, „nicht die Heimat zu verlassen, ohne das Blut seines Gottes an dem Blut Israels zu rächen; von allem, was den Namen Jude trägt, nicht Rest noch Flüchtling [am Leben] zu lassen.“
Im Hochmittelalter wurden aus der verfestigten Gottesmordthese weitere antijudaistische Motive abgeleitet, vor allem die Ritualmordlegenden und Gerüchte vom Hostienfrevel. Beide beruhten auf dem Gedanken, die Juden seien als wesensmäßige Feinde des wahren Gottes, Jesus Christus, kollektiv zur Wiederholung des Christusmords an christlichen Kindern oder kirchlichen Sakramenten gezwungen. Auch die Vorwürfe des Wuchers und der Brunnenvergiftung dämonisierten und kriminalisierten die „Christusmörder“ als „Christenmörder“. Der Vorwurf drang auch in die christliche Ikonographie ein: So wurde der römische Soldat, der laut Joh 19,34 den Leichnam des gekreuzigten Jesus mit einer Lanze durchbohrte, seit dem 12. Jahrhundert mit einem Judenhut dargestellt.
Der Klosterschüler Heinrich von Hesler aus Thüringen schrieb um 1250 das antijüdische Bibelepos Evangelium Nicodemi: Darin beklagte er den angeblichen Wucher der Juden, mit dem sie ihre Herren, die angeredeten christlichen Kleriker und Fürsten,  zum Schweigen über ihr Verbrechen des Gottesmordes brächten und von der (vom Autor erwünschten) Rache an ihnen dafür abhielten. Dass die Fürsten mit der damals üblichen Kammerknechtschaft der Juden von deren durch Wucher erzielten Abgaben profitierten, halte sie davon ab, sie für den Gottesmord zu bestrafen. So liefere die Geldgier der Fürsten die Laienchristen dem jüdischen Wucher schutzlos aus. Hesler rief die Fürsten dazu auf, die Juden zu vertreiben und zu isolieren; sonst drohe ihnen der Verlust des Seelenheils im Endgericht. Die Hetzschrift identifizierte also die Stereotypen der Gottesmörder und der Geldjuden miteinander und mit realen damaligen Juden, lastete ihnen die Ausbeutung von Christen an und rief zur Rache an ihnen auf.
Diese Stereotype wurden im Hochmittelalter besonders in der Karwoche und bei Epidemien häufig zum Anlass für lokale und regionale Vertreibungen, Einzelmorde und Pogrome an Judengemeinden genommen. Das Gottesmord-Stereotyp diente danach wiederum oft dazu, diese Judenverfolgungen als selbstverursachten „Fluch“ zu rechtfertigen.

## Frühe Neuzeit
Johannes Pfefferkorn stellte die Juden in seinen ab 1504 verfassten Schmähschriften als angebliche Gottesmörder dar und machte sie für alle Übel der mittelalterlichen Gesellschaft, ja der ganzen Welt, verantwortlich. Er ließ 1509 im Auftrag des Kaisers alle jüdischen religiösen Schriften im Rheinland beschlagnahmen, um sie verbrennen zu lassen. Der Hebraist und Humanist Johannes Reuchlin trat dem als Gutachter einer kaiserlichen Untersuchungskommission ab 1510 entgegen. Er teilte die Legenden von Hostienfrevel, Ritualmord und Brunnenvergiftung nicht, sah die bedrohte Randlage der Juden in der mittelalterlichen Gesellschaft aber als Strafe für ihren (angeblichen) Mord an Jesus. Diese Lage sei nicht veränderbar, solange sie Jesus nicht als Messias anerkennen würden.
Martin Luther, der Initiator der Reformation, beschrieb das Judentum schon in frühen exegetischen Kommentaren als Beispiel und Anstifter der menschlichen Sünde der Werkgerechtigkeit und Selbsterlösung. In seinen Dictata super Psalterium (1513–1515) betonte er, dass die Juden Christus „nicht handgreiflich, sondern ihrer willentlichen Forderung nach töteten“. Damit kommentierte er Ps 10,8  („Er sitzt und lauert in den Höfen, er mordet die Unschuldigen heimlich, seine Augen spähen nach den Armen“), setzte also die Juden mit heimlich lauernden Mördern gleich.
Luther zählte alle Juden zu den „verstockten“, kaum bekehrbaren Feinden der Gnade Gottes in Christus, vor allem weil sie Gottes Heilsangebot auch nach Jesu Kreuzigung und Auferstehung mehrheitlich abgelehnt hätten. In seiner Schrift Dass Jesus Christus ein geborner Jude sei (1523) begründete er die traditionelle Substitutionstheologie mit dem Vorwurf des Christusmordes, dass „die ihn kreuzigen und aus dieser Welt treiben, […] nicht mehr ihm angehören und sein Volk sein [werden], sondern [er] wird ein ander Volk annehmen“ (WA 11, S. 335f.). Gleichwohl warb er dafür, sie durch überzeugende Kirchenreformen statt Gewalt zum evangelischen Glauben zu bekehren, und widersprach den von der Gottesmordthese abgeleiteten antijudaistischen Legenden von Hostienfrevel und Ritualmorden.
Ab 1526, nach enttäuschten Missionshoffnungen und rabbinischer Kritik an seiner Bibelexegese, verschärfte er seine antijüdische Polemik bis hin zu seiner Hetzschrift Von den Juden und ihren Lügen (1543). Darin erneuerte er den Vorwurf des Christusmordes (WA 53, S. 494):

„Da wurden sie zornig, bitter, giftig und unsinnig auf ihn, und gossen endlich die Glocken [= heckten den Plan aus], dass sie ihn töten wollten und taten also, kreuzigten ihn aufs allerschmählichste [wie] sie immer konnten und kühleten ihr Mütlein also, dass auch der Heide Pilatus merket und zeuget, dass sie ihn aus Hass und Neid ohne Ursache unschuldig verdammten und töteten.“

Der Christusmord sollte hier eine angebliche angeborene Mordlust der Juden belegen. So begründete Luther seine Forderungen an die evangelischen Fürsten, die Juden zu vertreiben oder ihre Synagogen zu zerstören und sie zu Zwangsarbeit zu nötigen (siehe Martin Luther und die Juden).
Doch er glaubte auch, Juden und Heiden hätten Jesus Christus gemeinsam ans Kreuz gebracht, und darin verwirkliche Gott seine Gnade. Um 1544 ersetzte er deshalb den katholischen Passionshymnus in den Improperien der Karfreitagsliturgie, die Judas Iskariot und die Juden als Christusmörder verfluchte, durch ein von ihm komponiertes Bußlied mit dem Text:
Unser grosse Sünde und schwere Missetat

Jesum den wahren Gottes Sohn ans Kreuz geschlagen hat.

Drumb wir dich, armer Juda, darzu der Jüden Schar

Nicht feindlich dürfen schelten. Die Schuld ist unser zwahr!

Kyrie eleison!
Laut dem Lutherforscher Heiko Augustinus Oberman versuchte Luther damit, „jener Hass einpeitschenden Passionsfrömmigkeit an die Wurzeln zu gehen, die im christlichen Europa die Karwoche für Juden jahrhundertelang zur besonderen Schreckenszeit gemacht hat.“
Spätere Päpste bekräftigten als Reaktion auf die Reformation, die sie zum Teil als von den Juden angestiftet ansahen, die antijudaistischen Dogmen. Papst Paul IV. verpflichtete die Juden mit der Bulle Cum nimis absurdum (14. Juli 1555) dazu, in Ghettos zu leben. Denn sie seien „durch ihre Schuld zu ewiger Sklaverei verdammt“. Wenige Tage nach Bekanntgabe der Bulle wurden in Ancona 24 aus Portugal geflohene Marranos, also zwangsbekehrte Juden, verbrannt. 1566 erneuerte Pius V. die Bulle mit Gottesmordargumenten und verbot jeden Kontakt zwischen Neuchristen (getauften Juden) und Juden. Der ebenfalls 1566 erschienene, vom Konzil von Trient (1545–1563) beschlossene Katechismus betonte dagegen die Schuld aller Sünder am Tod Jesu.

## 19. Jahrhundert
Im 19. Jahrhundert entstand mit dem europäischen Nationalismus auch der moderne, sozialdarwinistische und rassistische Antisemitismus. Obwohl er sich vom religiösen Antijudaismus abgrenzte, um seine Judenfeindlichkeit pseudowissenschaftlich zu begründen, blieb er dem Stereotyp des Gottesmordes verhaftet. So knüpfte Karl Eugen Dühring an die christliche Ritualmordlegende an und deutete das Gottesmordmotiv zum Mord an den christianisierten Völkern um:

„Die Juden verstehen das Christenthum gern so, dass sich die modernen Völker von den Juden sollen kreuzigen lassen.“

Christliche Judengegner kolportierten die These vom Gottesmord parallel dazu weiter und lieferten Antisemiten damit ein zentrales Argument. Christliche Autoren, die sich gegen Antisemiten abgrenzten, stellten die Zerstreuung der Juden im Römischen Reich üblicherweise als wohlverdiente Strafe für den Messiasmord dar, so Rudolf Kleinpaul (Alt- in Neujerusalem, 1874), J.G.A. Walch (Die Judenfrage, 1884), Franz Kayser (Die Ausbeutung der christlichen Konfessionen und politischen Parteien durch die Juden, 1894) und andere. Der Jesuit Theodor Granderath (1839–1902) etwa führte dazu angelehnt an die im 17. Jahrhundert verbreitete Legende vom Ewigen Juden aus:

„Eine Erklärung der Thatsache der ewigen Heimatlosigkeit der Juden […] ist einzig und allein jene Erklärung, welche sich dem Christen wie von selbst bietet: Der allmächtige Gott und Herr der Völker […] hat dieses Volk, welches seinem Berufe nicht entsprochen und den Messias verworfen und gekreuzigt, zur Strafe zur ewigen Heimatlosigkeit verurtheilt.“

Max Bergedorf (Das Gefängnis der Juden, 1884) bezeichnete die Zerstreuung der Juden unter die christlichen Nationen als „Gottes Strafe für den Messiasmord“. Die jüdische Emanzipation sei somit eine unerlaubte Gefangenenbefreiung. Sie müsse daher völlig zurückgenommen, die Juden müssten radikal aus dem Staatsleben „ausgeschieden“ und der christliche Staat müsse erneuert werden.

## Zeit des Nationalsozialismus
In der Aufstiegsphase des Nationalsozialismus vereinnahmte die NS-Propaganda die Gottesmordthese für ihren eliminatorischen Antisemitismus und für den Hitlerkult. So stilisierte Julius Streicher Adolf Hitler 1923 nach dem gescheiterten Hitler-Ludendorff-Putsch zum von Juden gekreuzigten und wiederauferstehenden Messias des deutschen Volkes: „Der Retter kommt nicht von dort her, wo man mit dem Worte ,Christentum‘ den grössten Volksbetrug begeht, auch nicht von dort her, wo deutsche Menschen im Dienst der Golgathamörder stehen. Ich könnte ihnen den Namen des Mannes nennen, der Deutschland retten wird.“ Vor und nach 1933 deutete er das Gottesmordmotiv in vielen Artikeln des Hetzblattes Der Stürmer zum „Rassenmord“ durch „Rassenschande“ um.
Ab 1933 rechtfertigten Christen aller Konfessionen die staatliche Verfolgung der Juden als Folge des angeblichen Gottesmordes, durch den sie einen angeblichen „Fluch“ auf sich gezogen hätten. Diese Theorie vertraten damals führende Vertreter der Hermannsburger Mission, darunter deren Gründer Louis Harms.
Auch Dietrich Bonhoeffer schrieb in seinem Aufsatz Die Kirche vor der Judenfrage vom April 1933 als Reaktion auf den Judenboykott: „Niemals ist in der Kirche Christi der Gedanke verloren gegangen, daß das ‚auserwählte Volk‘, das den Erlöser der Welt ans Kreuz schlug, in langer Leidensgeschichte den Fluch seines Leidens tragen muss.“ Dennoch rief er die Kirche zum Schutz der Menschenrechte verfolgter Minderheiten wie der Juden auf. Dazu sei sie von Jesus Christus her unbedingt verpflichtet. Das von ihm im August 1933 mitverfasste Betheler Bekenntnis begründete dies so:

„Die Gemeinschaft der zur Kirche Gehörigen wird nicht durch das Blut und also auch nicht durch die Rasse, sondern durch den Heiligen Geist und die Taufe bestimmt. Wenn die deutsche evangelische Kirche die Judenchristen ausschließen oder als Christen zweiter Klasse behandeln würde, würde sie aufgehört haben, christliche Kirche zu sein. Wir verwerfen jeden Versuch, die geschichtliche Sendung irgendeines Volkes mit dem heilsgeschichtlichen Auftrag Israels zu vergleichen oder zu verwechseln. Es kann nie und nimmer Auftrag eines Volkes sein, an den Juden den Mord von Golgatha zu rächen.“

Bonhoeffer begrüßte diese von Wilhelm Vischer verfasste Passage als klare Abgrenzung vom Rassismus und Antisemitismus der Deutschen Christen. Als lutherische Theologen die Passage umformulierten, zog er seine Unterschrift für den Gesamttext zurück. Infolge der Novemberpogrome 1938, zu denen die Bekennende Kirche (BK) schwieg, begann er sich von deren antijudaistischer Tradition abzuwenden. Laut dem späteren Bonhoefferbiografen Eberhard Bethge widersprach Bonhoeffer als ihr Ausbilder Vikaren der BK: Die Synagogenzerstörung sei kein Fluch Gottes über die Juden wegen der Kreuzigung Jesu Christi, sondern ein reines Gewaltverbrechen, in dem der Nationalsozialismus sein wahres gottloses Gesicht gezeigt habe. Anschließend sagte er zu den NT-Stellen Mt 27,25 und Lk 23,28, auf die die Fluchtheorie gestützt wurde: Die Urchristen hätten nicht alle Juden, sondern nur „die damaligen Theologen“, den Hohen Rat, und „die damalige staatliche Obrigkeit“, die Römer, für Jesu Hinrichtung verantwortlich gemacht. Zudem verwies er auf Gottes bleibende Verheißung für sein erwähltes Volk nach Röm 9–11. Schon im Dezember 1937 hatte er Sach 2,12 („Wer euch antastet, der tastet meinen [Gottes] Augapfel an“) auf verfolgte Juden, nicht mehr nur auf Jesu Nachfolger bezogen.
Vertreter des katholischen Hilfswerks für Juden beim Ordinariat Berlin beschrieben am 5. September 1941 die Besorgnisse, die das Staatsgesetz zum Tragen des Judensterns auch unter Judenchristen ausgelöst hatte. Dem Bericht zufolge waren jüdische Konvertiten bereit, den Judenstern auch in katholischen Gottesdiensten zu tragen: „...sie erkennen darin eine ihnen von Gott geschenkte Möglichkeit, durch ihr allen Gefahren, aller Verfolgung zum Trotz unbeirrt treues, auch äußerlich erkennbares Sich-Bekennen zur Wahren Kirche Christi sühnen zu dürfen, was das Judenvolk an Christus gesündigt hat.“ Damit übernahmen christliche Judenretter damals die antijudaistische These, die Konversion einzelner Juden sei eine Sühne für den angeblichen Gottesmord aller Juden.
Der damalige Papst Pius XII. vertrat die Gottesmordtheorie in seiner Weihnachtsansprache an die Kardinäle 1942, als der Holocaust im Vatikan bekannt war.

## Nach 1945

### Römisch-katholische Kirche
Der antijudaistische Gottesmordvorwurf blieb während und nach dem Holocaust in den Kirchen präsent und wurde von kirchlichen Theologen immer wieder mit tendenziöser, psychologisierender Exegese der Passionsberichte gerechtfertigt. So behauptete der römisch-katholische Neutestamentler Pierre Benoit in seinem Buch Der Prozeß Jesu (1940), Jesus sei kein politischer Aufrührer gewesen. Pilatus habe dies gemerkt und „dem Drängen der Juden nach Möglichkeit widerstanden“, schließlich aber nachgegeben, weil er „eingeschüchtert“ gewesen sei. „Die Juden sind insofern verantwortlich, als sie den Tod Jesu gewollt und mit moralischer Nötigung durchgesetzt haben. An dieser objektiv historischen Tatsache ist nicht zu rütteln. […] In diesem Sinne ist die Bezeichnung 'Gottesmörder' […] nur berechtigt. Was die Juden taten, war objektiv 'Gottesmord', weil der Mensch, den sie töten ließen, nach unserem Glauben wirklich Gott ist.“
Im Anschluss an Benoit beschrieb der katholische Neutestamentler Josef Blinzler den Sanhedrin als treibende Kraft der Hinrichtung Jesu (Der Prozeß Jesu, 1951). Die Vertreter der Juden hätten von vornherein einen Justizmord geplant, darum Jesus wegen Blasphemie einstimmig zum Tod verurteilt, ihn gegenüber Pilatus absichtlich fälschlich als politischen Aufrührer angezeigt und seine Freilassung durch Drohungen eines Mobs verhindert. Dies führte er auf eine „böswillige Einstellung“ der Ratsmitglieder zurück: Sie hätten „die Vernichtung Jesu um jeden Preis“ gewollt.
Michael Schmaus schrieb in seiner Katholischen Dogmatik (1958): „Die Juden mußten sich an Jesus stoßen […]. Das Unbehagen wuchs zum Haß gegen ihn. Sie beschlossen, sich dieses Beunruhigers zu entledigen, und töteten ihn […]. Es [das ganze jüdische Volk] nahm in der entscheidenden Stunde die Schuld bewußt und mit allen Folgen auf sich (Mt 27,25). In der Hinrichtung Christi besiegelte das ganze Volk die Ablehnung des Gottesboten […]. Es stellte sich damit unter das Gericht, unter dem jeder bleibt, der im Unglauben Christus ablehnt.“ Romano Guardini schrieb 1964: „So fühlen sie [die Juden], daß er [Jesus] nicht Geist von ihrem Geist ist, und ruhen nicht, bis sie ihn aus dem Weg geräumt haben.“
1960 wies der Kirchenhistoriker Jules Isaac den damals amtierenden Papst Johannes XXIII. auf den tridentinischen Katechismus von 1566 hin, um eine offizielle kirchliche Abkehr von der rund 900 Jahre alten Gottesmordlehre anzuregen. Die beim Zweiten Vatikanum beschlossene Denkschrift Nostra aetate von 1965 rückte erstmals davon ab:

„Obgleich die jüdischen Obrigkeiten mit ihren Anhängern auf den Tod Christi gedrungen haben, kann man dennoch die Ereignisse seines Leidens weder allen damals lebenden Juden ohne Unterschied noch den heutigen Juden zur Last legen. […] Auch hat ja Christus, wie die Kirche immer gelehrt hat und lehrt, in Freiheit, um der Sünden aller Menschen willen, sein Leiden und seinen Tod aus unendlicher Liebe auf sich genommen, damit alle das Heil erlangen. So ist es die Aufgabe der Predigt der Kirche, das Kreuz Christi als Zeichen der universalen Liebe Gottes und als Quelle aller Gnaden zu verkünden.“

Die Denkschrift war gerade auch wegen dieser Passage bis zuletzt umstritten. Bischof Luigi Maria Carli forderte als Wortführer einiger konservativer Bischöfe, den Begriff „Gottesmord“ festzuhalten, da auch die heutigen Juden weiter kollektiv schuldig an Jesu Tod seien. Nachdem auch Papst Paul VI. in einer Predigt davon sprach, dass „die Juden“ Jesus getötet hätten, forderten vor allem die Kardinäle Franz König und Augustin Bea, den Gottesmordvorwurf ausdrücklich im Text zurückzuweisen. Ihr Vorstoß hatte schließlich Erfolg. Der in der Vorlage enthaltene Satz, das jüdische Volk könne „nicht mehr“ als „Volk der Gottesmörder“ bezeichnet werden, wurde aus der Endfassung gestrichen.
Die Denkschrift erwähnte weder den Holocaust noch kirchliche Mitschuld daran noch kirchliche Amtsträger und Theologen, die die Gottesmordthese seit Jahrhunderten gelehrt, verbreitet und damit dem Antisemitismus ein wesentliches Argument geliefert hatten. Diese Folgen wurden nur allgemein abgelehnt:

„Im Bewusstsein des Erbes, das sie mit den Juden gemeinsam hat, beklagt die Kirche, die alle Verfolgungen gegen irgendwelche Menschen verwirft, nicht aus politischen Gründen, sondern auf Antrieb der religiösen Liebe des Evangeliums alle Hassausbrüche, Verfolgungen und Manifestationen des Antisemitismus, die sich zu irgendeiner Zeit und von irgend jemandem gegen die Juden gerichtet haben.“

In der katholischen Praxis und Volksfrömmigkeit blieb das Gottesmordmotiv auch nach den Reformen des Konzils präsent. So enthielt die Ausgabe des Neuen Stundenbuchs der Diözesen Salzburg, Zürich und Trier bis 1971 einen Psalmenkommentar Augustins, in dem dieser die Gottesmordtheorie begründete.
Der Katholische Erwachsenen-Katechismus von 1997 weist die Gottesmordlehre mit Bezug auf Nostra Aetate zurück: „Die Juden sind für den Tod Jesu nicht kollektiv verantwortlich. […] Berücksichtigt man, wie geschichtlich verwickelt der Prozeß Jesu nach den Berichten der Evangelien ist und wie auch die persönliche Schuld der am Prozeß Hauptbeteiligten (von Judas, dem Hohen Rat, von Pilatus) – die Gott allein kennt – sein mag, so darf man nicht die Gesamtheit der Juden von Jerusalem dafür verantwortlich machen – trotz des Schreiens einer manipulierten Menge [Mk 15,11.] und ungeachtet der allgemeinen Vorwürfe in den nach Pfingsten erfolgenden Aufrufen zur Bekehrung [Apg 2, 23. 36; 3,13–14; 4,10; 5,30; 7,52; 10,39; 13,27–28; 1 Thess 2,14–15.]. Als Jesus ihnen vom Kreuz herab verzieh [Lk 23,24.], entschuldigte er – wie später auch Petrus – die Juden von Jerusalem und sogar ihre Führer mit ihrer „Unwissenheit“ (Apg 3,17). Noch weniger darf man den Schrei des Volkes: „Sein Blut komme über uns und unsere Kinder!“ (Mt 27,25), der eine Bestätigungsformel darstellt [Apg 5,28; 18,6.], zum Anlaß nehmen, die Schuld auf die Juden anderer Länder und Zeiten auszudehnen.“
Die traditionalistische Piusbruderschaft lehnt die Reformen des Zweiten Vatikanischen Konzils ab, besonders Nostra Aetate. Im Kontext der Debatte um die Karfreitagsfürbitte und Wiederaufnahme der Piusbischöfe in die römisch-katholische Kirche bekräftigte der damalige deutsche Distriktobere Franz Schmidberger im Dezember 2008 die vorkonzilische Enterbungs- und Gottesmordlehre: „Mit dem Kreuzestod Christi ist der Vorhang zerrissen, der Alte Bund abgeschafft, wird die Kirche […] aus der durchbohrten Seite des Erlösers geboren. Damit sind die Juden unserer Tage nicht nur nicht unsere älteren Brüder im Glauben, wie der Papst bei seinem Synagogenbesuch in Rom 1986 behauptete, sie sind vielmehr des Gottesmordes mitschuldig, so lange sie sich nicht durch das Bekenntnis der Gottheit Christi und durch die Taufe von der Schuld ihrer Vorväter distanzieren.“

### EKD
Die 1945 gegründete Evangelische Kirche in Deutschland (EKD) begann nur ganz allmählich, die kirchliche Mitschuld an der Judenvernichtung zu reflektieren. In ihren ersten Schulderklärungen war weder vom Holocaust noch von Antijudaismus und Antisemitismus die Rede. Vielmehr setzte sie die Gottesmord- und Substitutionstheologie zunächst ungebrochen fort. So formulierte der Bruderrat der EKD 1948 ein „Wort zur Judenfrage“, in dem es hieß:

„Indem Israel den Messias kreuzigte, hat es seine Erwählung verworfen. […] Die Erwählung Israels ist durch und seit Christus auf die Kirche aus allen Völkern, aus Juden und Heiden übergegangen.“

Zwar seien alle Menschen am Tod Christi mitschuldig, so dass Christen Juden nicht als Alleinschuldige brandmarken dürften. Doch die folgenden Sätze betrachteten das bestehende Judentum nur als Zeugen des Gerichtes Gottes und verknüpften es mit dem Holocaust:

„Dass Gottes Gericht Israel in der Verwerfung bis heute nachfolgt, ist Zeichen seiner Langmut. […] Dass Gott nicht mit sich spotten lässt, ist die stumme Predigt des jüdischen Schicksals, uns zur Warnung, den Juden zur Mahnung, ob sie sich nicht bekehren möchten zu dem, bei dem allein auch ihr Heil steht.“

Diese äußerst zynischen, antisemitischen Sätze gaben den Juden selbst die Schuld an ihrer Vernichtung und deuteten den Holocaust implizit als Strafe Gottes für den angeblichen jüdischen Gottesmord, die die Juden zur Aufgabe ihres Judeseins bewegen solle.
Unter dem Eindruck einer erneuten Reihe antisemitischer Angriffe erklärte die Synode von Weißensee 1950 dagegen:

„Wir glauben, dass Gottes Verheißung über dem von ihm erwählten Volk Israel auch nach der Kreuzigung Jesu Christi in Kraft geblieben ist.“

Damit widerrief eine offizielle Stellungnahme der EKD erstmals die aus dem Gottesmord abgeleitete Fluchtheorie. Der Folgesatz zeigt, wie schwer es den Beteiligten damals fiel, eine spezifische christliche und kirchliche Mitschuld zu benennen:

„Wir bekennen uns zu der Schuld der Deutschen, die vor dem Gott der Barmherzigkeit durch den Massenmord an den Juden handelnd oder schweigend schuldig geworden sind.“

Auch dies ging einigen Kirchenführern auf der Synode zu weit.
Dennoch vollzog sich in den Großkirchen, beeinflusst vom jüdisch-christlichen Dialog, eine Abkehr vom Antijudaismus. So überraschte die jüdische Holocaustforscherin Eva Gabriele Reichmann ihre evangelischen Zuhörer beim Kirchentag 1961 mit der Frage:

„Warum sind seit eh und je die Juden als Christusmörder bezichtigt, aber nicht als Christusgeber gepriesen worden? Liegt dem nicht die niederdrückende Tatsache zugrunde, daß die Menschen – zumal in Gruppen zusammengeschlossen – lieber hassen als lieben, lieber schmähen als anerkennen?“

Im evangelischen Bereich wurde der Synodalbeschluss der Rheinischen Landeskirche von 1980 wegweisend für eine entschiedene Revision judenfeindlicher Dogmen, die vom Bekenntnis kirchlicher Mitschuld am Holocaust ausging. Ihm folgten ähnliche Erklärungen in allen Landeskirchen der EKD.
Vor und bei dem Reformationsjubiläum 2017 befassten sich zahlreiche Instanzen in der EKD erneut mit Martin Luthers Antijudaismus, verfolgten dabei zum Teil jedoch geschichtsklitternde Verteidigungsstrategien. So behauptete Volker Weymann in seinem Aufsatz Luthers Schriften über die Juden: Theologische und politische Herausforderungen von 2013 tatsachenwidrig: Trotz Luthers maßloser antijüdischen Polemik sei bei ihm die „verheerende Anklage“ des Christusmordes „in keiner Phase seines Wirkens zu finden“. Im Vorwort behauptete Eberhard Blanke, Pressesprecher für die Vereinigte Evangelisch-Lutherische Kirche Deutschlands (VELKD): Luther habe „dem Vorwurf, die Juden hätten Christus getötet, durchweg widersprochen“. Der evangelische Theologe Andreas Pangritz widerlegte diese Falschangaben mit Originalzitaten Luthers von 1513 bis 1543.

### Orthodoxe Kirchen
Orthodoxe Kirchen haben sich bisher kaum von der traditionellen Gottesmordthese distanziert. Am 6. Dezember 2011 verurteilte mit Chrysostomos II. von Zypern erstmals ein orthodoxer Erzbischof die Theorie einer jüdischen Kollektivschuld am Tod Jesu.

### Ökumene
Bei der Konferenz von Seelisberg von 1947, einem internationalen Treffen von Juden und Christen in der Schweiz, formulierten die Teilnehmer einen „Aufruf an die Kirchen“ (Seelisberger Thesen), ihre Beziehungen zum Judentum weltweit neu zu ordnen. Als dafür wesentliche theologische Themen benannten sie den Glauben an „einen Gott“, die jüdische Herkunft Jesu und der Kirche, die Überwindung des „Gottesmord“-Vorwurfs durch eine differenzierte Darstellung der Passion Jesu und die Zurückweisung der These von der „Verwerfung“ des jüdischen Volkes.
Der Ökumenische Rat der Kirchen (ÖRK) verwarf bei seiner Gründung 1948 den Antisemitismus als „Sünde gegen Gott und die Menschen“ und rief alle Mitgliedskirchen auf, dem entgegenzutreten. Die dritte Vollversammlung des ÖRK in Neu-Delhi 1961 wies die Gottesmordthese in einer zusätzlichen Erklärung zurück: „In der christlichen Unterweisung sollen die geschichtlichen Tatsachen, die zur Kreuzigung Jesu Christi führten, nicht so dargestellt werden, dass sie dem jüdischen Volk von heute eine Verantwortung auferlegen, die uns, der Menschheit als Ganzer, zur Last fällt.“

### Passionsdarstellungen
Mittelalterliche Passionsspiele waren didaktische Mittel, um christliche Dogmen theatralisch anschaulich zu vermitteln, die bekannten antijudaistischen Stereotype zu überliefern und so den Gegensatz zwischen Christen und Juden polarisierend und hetzerisch einzuschärfen. Im Donaueschinger Passionsspiel (ab 1470) und im Frankfurter Passionsspiel (ab 1493) wurde der Gottesmord besonders grausam inszeniert. Zum Schluss rief die Hauptfigur Christiana das Publikum auf, die schändliche Tat am „falschen jüdischen Rat“ zu rächen. Den Juden ruft sie zu, sie seien zur „großen Schande“ auf Erden geboren und müssten „ewig verloren“ sein.
Passionsfestspiele in Süddeutschland, Tirol und der Schweiz haben antijudaistische Stereotype wie den Gottes- bzw. Christusmord jahrhundertelang verbreitet und wurden auch von den Nationalsozialisten dazu benutzt. Kritik daran wurde nach 1945 nur allmählich laut. Die Gestalter der Oberammergauer Passionsspiele berücksichtigten solche Kritik gegen große lokale Widerstände seit 1977. Erst im Aufführungsjahr 2000 wurden Passagen aus den Textvorlagen gestrichen, die die Juden als Gottes- bzw. Christusmörder dargestellt hatten.
Johann Sebastian Bachs Passionsmusik, etwa die Matthäuspassion und die Johannes-Passion, wurden antijudaistisch rezipiert, betonen aber den selbstbestimmten Weg Jesu ans Kreuz, der Gottes Willen erfülle. Der Text zur Johannespassion, der die Juden als Christusmörder darstellt, lehnt sich an die traditionelle lutherische Judenpolemik an. Darauf verweisen neuere Werkeinführungen und fordern beim Anhören zum Gedenken kirchlicher Mitschuld am Holocaust auf.

### Schulbücher
Der Kirchenhistoriker Jules Isaac, dessen Forschung die Erklärung Nostra Aetate wesentlich beeinflusste, bewies 1962, dass die meisten französischen katholischen Schulbücher damals weiterhin die traditionelle antijudaistische „Lehre der Verachtung“ verbreiteten, darunter das Stereotyp, Juden seien „Gottesmörder“.
Einzelne deutsche Schulbücher weisen seit dem Jahr 1988 darauf hin, dass der Gottesmordvorwurf jahrhundertelang Judenverfolgungen rechtfertigte.

### Umfragen
In einer repräsentativen Umfrage von 1974 zum religiösen Antisemitismus in der Bundesrepublik Deutschland stimmten 27,9 % der befragten Bundesbürger der Aussage zu, die Juden hätten deshalb so viel Schwierigkeiten, weil sie Jesus gekreuzigt hätten. 1985 bejahten 25 % der befragten Deutschen, 33 % der Österreicher und fast 50 % der Italiener den Vorwurf, die Juden seien kollektiv Schuld an Jesu Kreuzigung, oder wiesen dies nicht zurück. In zwei Umfragen des Jahres 1987 stimmten derselben Aussage nur noch 8 % der Befragten zu; 16,3 % äußerten sich indifferent und 75,7 % lehnten die Aussage ab. Deshalb gingen die Antisemitismusforscher Werner Bergmann und Rainer Erb 1991 bei Bundesbürgern von einem starken Rückgang des religiösen Antisemitismus in den 1980er Jahren aus. Wegen der Annahme, christlicher Antijudaismus sei für den aktuellen Antisemitismus kaum noch von Bedeutung, erhoben die seit 2000 durchgeführten repräsentativen Mitte-Studien der Friedrich-Ebert-Stiftung keine spezifischen empirischen Daten dazu.
Der Historiker Daniel Jonah Goldhagen verwies 2004 auf die repräsentativen Umfragen von 1985 und forderte deshalb, 450 von ihm als antisemitisch beurteilte Passagen aus dem NT zu streichen. Dies verstärkte die kirchliche und öffentliche Debatte um diese NT-Stellen und den Umgang damit.
Regelmäßige Umfragen der Anti Defamation League in einigen Staaten Europas und den USA ergaben kontinuierlich erhebliche Zustimmung zu der Aussage „The Jews are responsible for the death of Christ“ („Die Juden sind für den Tod Christi verantwortlich“):
| Jahr      | Spanne | Europäischer Durchschnitt | Deutschland | USA | Belege          |
| --------- | ------ | ------------------------- | ----------- | --- | --------------- |
| 2005      | 13–39  | 20                        | 18          | 30  | [ 102 ]         |
| Mai 2007  | 13–39  | 20                        | 13          |     | [ 103 ]         |
| Juli 2007 | 17–26  | 20                        |             | 27  | [ 104 ] [ 105 ] |
| 2009      | 11–48  | 23                        | 15          | 29  | [ 106 ] [ 105 ] |
| 2011      |        |                           |             | 31  | [ 105 ]         |
| 2012      | 14–46  | 22                        | 14          |     | [ 107 ]         |
| 2013      |        |                           |             | 25  | [ 105 ]         |
| 2014      |        |                           |             | 31  | [ 108 ]         |
| 2016      |        |                           |             | 31  | [ 105 ]         |

Im Jahr 2000 ermittelte eine Umfrage für die Niederlande einen geringfügigen Zusammenhang zwischen Kirchenbesuch und religiösem Antisemitismus, aber einen starken Zusammenhang zwischen religiösem und säkularem Antisemitismus mit folgenden vorgegebenen Aussagen: “The Jews have so much trouble because God punishes them for their rejection of Jesus”; “The Jews have so much trouble because they have the wrong faith”; “Jews remain responsible for the death of Jesus.”
Im Jahr 2009 bejahten 13,2 % der befragten Polen die Frage, ob die Juden für Jesu Tod verantwortlich seien. Bis 2017 stieg dieser Anteil auf 24,3 %.
In einer Expertise für die EKD stellte der Sozialwissenschaftler Albert Scherr ein Forschungsdefizit für christlichen Antijudaismus in Deutschland fest und bezweifelte, dass die ADL-Umfragen dafür repräsentativ waren, da sie etwa 2009 nur 500 Bundesbürger befragt und deren Religionszugehörigkeit nicht erfasst hatten.
Die Antisemitismusforscher Monika Schwarz-Friesel und Jehuda Reinharz unterzogen zehntausende Zuschriften an den Zentralrat der Juden in Deutschland und die Israelische Botschaft in Berlin bis 2012 einer umfassenden linguistischen Analyse. Diese belegt, dass die traditionelle Zuschreibung „Juden als Christusmörder“ auch im aktuellen Sprachgebrauch weiterhin eine erhebliche Rolle spielt. Sie dient als rhetorisches Mittel, Juden kollektiv zu diskreditieren, unabhängig von der konfessionellen und kirchlichen Bindung der Vertreter dieses Stereotyps.

## Erklärungen
Kirchliche Dokumente, die nach 1945 von der Gottesmordtheorie abrückten und christliche Mitschuld an der Shoa bekannten, enthielten kaum Erklärungen dafür, aus welchen historischen, gesellschaftlichen und theologischen Gründen es trotz der Heilsbotschaft des NT zu deren antijudaistischer Verkehrung kommen konnte. Einige evangelische Theologen fordern daher, die Analysen und Ergebnisse der neueren Antisemitismusforschung in den Kirchen stärker zu berücksichtigen.
Christian Staffa, erster Antisemitismus-Beauftragter der EKD, zitierte dazu 2022 aus Max Horkheimers und Theodor W. Adornos Aufsatz „Elemente des Antisemitismus“ von 1944 den sozialpsychologischen Erklärungsansatz. Der Gottesmordvorwurf sei eine Projektion dessen, was Kirchen, Christen und Rassisten sind oder sich wünschen, auf die Juden:

„Im Bild des Juden, das die Völkischen vor der Welt aufrichten, drücken sie ihr eigenes Wesen aus. Ihr Gelüste ist ausschließlicher Besitz, Aneignung, Macht ohne Grenzen, um jeden Preis. Den Juden mit dieser Schuld beladen, als Herrscher verhöhnt, schlagen sie ans Kreuz, endlos das Opfer wiederholend, an dessen Kraft sie nicht glauben können.“

## Einzelbelege
1. ↑  Stefan Rohrbacher, Michael Schmidt: Judenbilder: Kulturgeschichte antijüdischer Mythen und antisemitischer Vorurteile. Rowohlt, Reinbek 1991, ISBN 3-499-55498-4, S. 8
2. ↑  Hans-Ulrich Wehler: Deutsche Gesellschaftsgeschichte Band 4: 1914–1949: Vom Beginn des Ersten Weltkriegs bis zur Gründung der beiden deutschen Staaten. Beck, München 2008, ISBN 3-406-32264-6, S. 817
3. ↑  Manfred Gailus, Armin Nolzen: Zerstrittene „Volksgemeinschaft“: Glaube, Konfession und Religion im Nationalsozialismus. Vandenhoeck & Ruprecht, Göttingen 2011, ISBN 3-525-30029-8, S. 288; Fritz May: Israel zwischen Blut und Tränen: der Leidensweg des jüdischen Volkes. Schulte + Gerth, Asslar 1987, ISBN 3-87739-081-1, S. 134; Leonore Siegele-Wenschkewitz: Mitverantwortung und Schuld der Christen am Holocaust. In: Evangelische Theologie 42/1982, S. 171–190
4. ↑  Christian Staffa: Von der gesellschaftlichen Notwendigkeit christlicher Antisemitismuskritik. ag-juden-christen, 10. Februar 2022
5. ↑  Michael Theobald: Der Prozess Jesu: Geschichte und Theologie der Passionserzählungen. Mohr Siebeck, Tübingen 2022, ISBN 978-3-16-161610-5, S. 17
6. ↑  Gerd Theißen, Annette Merz: Der Historische Jesus. 4. Auflage, Vandenhoeck & Ruprecht, Göttingen 2011, ISBN 978-3-525-52198-4, S. 387–410
7. ↑  Bertold Klappert: Der Verlust und die Wiedergewinnung der israelitischen Kontur der Leidensgeschichte Jesu (das Kreuz, das Leiden, das Passahmahl, der Prozeß Jesu). In: Hans Hermann Henrix, Martin Stöhr (Hrsg.): Exodus und Kreuz im ökumenischen Dialog zwischen Juden und Christen. Einhard, Aachen 1978, S. 115–143
8. ↑  Peter Fiedler: Das Matthäusevangelium. Kohlhammer, Stuttgart 2006, ISBN 978-3-17-018792-4, S. 411
9. 1 2  Klaus Haacker: „Sein Blut über uns“. Erwägungen zu Matthäus 27,25. In: Klaus Haacker: Versöhnung mit Israel. Exegetische Beiträge. Neukirchener Verlag, Neukirchen-Vluyn 2002, ISBN 3-7887-1836-6, S. 29–32
10. ↑  Arnulf H. Baumann: Antijudaismus. In: Evangelisches Lexikon für Theologie und Gemeinde, Neuausgabe, Band 1. SCM R. Brockhaus, Wuppertal 2017, ISBN 978-3-417-22901-1, S. 265
11. ↑  Rainer Kampling: Das Kreuz, die Historie und die christliche Judenfeindschaft. In: Hildegard Piegeler, Inken Prohl, Stefan Rademacher (Hrsg.): Gelebte Religionen: Festschrift für Hartmut Zinser. Königshausen & Neumann, 2004, ISBN 3-8260-2768-X, S. 97–106, hier S. 100
12. ↑  Rainer Kampling: Das Blut Christi und die Juden. Mt 27,25 bei den lateinischsprachigen christlichen Autoren bis zu Leo dem Großen. Aschendorff, Münster 1984, ISBN 3-402-03638-X; Rainer Kamping: Neutestamentliche Texte als Bausteine der späteren Adversus-Judaeos-Literatur. In: Herbert Frohnhofen (Hrsg.): Christlicher Antijudaismus und jüdischer Antipaganismus. Ihre Motive und Hintergründe in den ersten drei Jahrhunderten. Steinmann und Steinmann, Hamburg 1990, ISBN 3-927043-13-3, S. 121-138, besonders S. 123
13. ↑  Marlis Gielen: Die Passionserzählung in den vier Evangelien: Literarische Gestaltung – theologische Schwerpunkte. Kohlhammer, Stuttgart 2008, ISBN 3-17-020434-3, S. 161
14. ↑  Franz Mussner, Michael Theobald: Jesus von Nazareth im Umfeld Israels und der Urkirche: Gesammelte Aufsätze. Mohr Siebeck, Tübingen 1999, ISBN 3-16-146973-9, S. 124
15. ↑  Felix Porsch: „Ihr habt den Teufel zum Vater“ (Joh 8,44). Antijudaismus im Johannesevangelium? In: Bibel und Kirche (BiKi) 44 / 1989, S. 50–57
16. ↑  Gerd Theißen, Annette Merz: Der Historische Jesus. Göttingen 2011, S. 500
17. ↑  Paul Winter: On the Trial of Jesus. (1974) 2. Auflage, De Gruyter, Berlin 2010, ISBN 3-11-002283-4, S. 116
18. ↑  John Dominic Crossan: Wer tötete Jesus? Die Ursprünge des christlichen Antisemitismus in den Evangelien. Beck, München 1999, ISBN 3-406-44553-5, S. 10
19. ↑  Hans Jörg Sellner: Das Heil Gottes: Studien zur Soteriologie des lukanischen Doppelwerks. De Gruyter, Berlin 2012, ISBN 3-11-097863-6, S. 229ff.
20. ↑  Martin Hengel, Anna M. Schwemer (Hrsg.): Königsherrschaft Gottes und himmlischer Kult im Judentum, Urchristentum und in der hellenistischen Welt. Mohr Siebeck, Tübingen 1991, ISBN 3-16-145667-X, S. 357 f.
21. ↑  Klaus Haacker: Wer war schuld am Tode Jesu? In: Klaus Haacker: Versöhnung mit Israel, Neukirchen-Vluyn 2002, S. 39
22. ↑  Fritz Röcker: Der erste Brief des Paulus an die Thessalonicher. SCM R. Brockhaus, Wuppertal 2022, ISBN 978-3-417-27020-4, S. 125 und Fn. 78
23. ↑  Klaus Haacker: Elemente des heidnischen Antisemitismus im Neuen Testament. In: Evangelische Theologie (EvTheol) 48 / 1988, S. 404–418
24. ↑  Bertold Klappert: Traktat für Israel: Die paulinische Verhältnisbestimmung von Israel und Kirche als Kriterium neutestamentlicher Sachaussagen über die Juden. In: Martin Stöhr (Hrsg.): Jüdische Existenz und Erneuerung der christlichen Theologie. Christian Kaiser, München 1986, ISBN 3-459-01376-1, S. 99–104
25. ↑  Reinhard von Bendemann: „Zorn“ und „Zorn Gottes“ im Römerbrief. In: Dieter Sänger, Ulrich Mell: Paulus und Johannes: Exegetische Studien zur paulinischen und johanneischen Theologie und Literatur. Mohr Siebeck, Tübingen 2006, ISBN 3-16-149064-9, S. 179–199
26. ↑  Micha Brumlik: Antisemitismus. Reclam, Ditzingen 2020, ISBN 978-3-15-020533-4,S. 15
27. ↑  Michael Theobald: Der Prozess Jesu: Geschichte und Theologie der Passionserzählungen. Mohr Siebeck, Tübingen 2022, ISBN 978-3-16-161610-5, ab S. 17f.
28. ↑  Jules Isaac: Genesis des Antisemitismus: vor und nach Christus. Europa Verlag, Wien 1969, S. 116
29. ↑  Stefan Rohrbacher, Michael Schmidt: Judenbilder, Reinbek 1991, S. 222
30. ↑  Günther Bernd Ginzel, Günter Fessler (Hrsg.): Die Kirchen und die Juden: Versuch einer Bilanz. Bleicher, Gerlingen 1997, ISBN 3-7953-0939-5, S. 57 f.
31. ↑  Józef Niewiadomski: Gottesmörder und Mörder der Kinder Gottes? Eine theologische Analyse aus der Perspektive der Dogmatik. In: Susanna Buttaroni, Stanisław Musiał (Hrsg.): Ritualmord. Legenden in der Europäischen Geschichte. Böhlau, Wien 2003, ISBN 978-3-205-77028-2, S. 41–60, hier S. 57, Fn. 6
32. ↑  Friedrich Gleiss: Von der Gottesmordlüge zum Völkermord, von der Feindschaft zur Versöhnung: kirchlicher Antijudaismus durch zwei Jahrtausende und seine Überwindung, illustriert mit Bildern aus der christlichen Ikonographie. Geiger, 1995, ISBN 3-89570-060-6, S. 16
33. ↑  Jules Isaac: Genesis des Antisemitismus, Wien 1969, S. 117
34. ↑  Julius H. Schoeps (Hrsg.): Neues Lexikon des Judentums. (1992) Bertelsmann, Gütersloh 2000, ISBN 3-577-10604-2, S. 168 (Artikel Christusmord-Vorwurf)
35. ↑  Jörg Ulrich: Euseb von Caesarea und die Juden. De Gruyter, Berlin 1998, ISBN 3-11-016233-4, S. 135ff.
36. ↑  Jules Isaac: Genesis des Antisemitismus, Wien 1969, S. 122; Wolfgang Bunte: Juden und Judentum in der mittelniederländischen Literatur (1100–1600). Peter Lang, Frankfurt am Main 1989, ISBN 3-631-40823-4, S. 209
37. 1 2  Stefan Rohrbacher, Michael Schmidt: Judenbilder, Reinbek 1991, S. 223
38. ↑  Christina von Braun, Ludger Heid, Wolfgang Gerlach (Hrsg.): Der ewige Judenhass: Christlicher Antijudaismus, Deutschnationale Judenfeindlichkeit, Rassistischer Antisemitismus. Philo, Hamburg 2000, ISBN 3-8257-0149-2, S. 25
39. ↑  Alex Bein: Die Judenfrage. Biografie eines Weltproblems, Band I, Stuttgart 1980, S. 55
40. ↑  Gerhard Schweizer: Ungläubig sind immer die anderen: Weltreligionen zwischen Toleranz und Fanatismus. 2. Auflage, Klett-Cotta, Stuttgart 2001, ISBN 3-608-94223-8, S. 134
41. ↑  Simone Rosenkranz: Die jüdisch-christliche Auseinandersetzung unter islamischer Herrschaft: 7.-10. Jahrhundert. Peter Lang, Frankfurt am Main 2004, ISBN 3-906770-65-6, S. 196
42. ↑  Stefan Rohrbacher, Michael Schmidt: Judenbilder, Reinbek 1991, S. 224f.
43. ↑  Walther Zimmerli: Die Schuld am Kreuz. In: Walther Zimmerli: Israel und die Christen. Neukirchener Verlag, Neukirchen-Vluyn 1964, ISBN 3-7887-0631-7, S. 19 f.
44. 1 2  Kurt Schubert: Christentum und Judentum im Wandel der Zeiten. Böhlau, Wien 2003, ISBN 3-205-77084-6, S. 87
45. ↑  Stefan Rohrbacher, Michael Schmidt: Judenbilder, Reinbek 1991, S. 300–304
46. ↑  Andreas Rentz: Der „Geldjude“: Antijüdische ökonomische Stereotype im mittelalterlichen Deutschland bis zur Großen Pest. De Gruyter, Berlin 2024, ISBN 978-3-11-120608-0, S. 440-443
47. ↑  Ellen Martin: Die deutschen Schriften des Johannes Pfefferkorn. Kümmerle, Göppingen 1994, ISBN 3-87452-849-9, S. 303
48. ↑  Wolfgang Benz (Hrsg.): Handbuch des Antisemitismus Band 2: Personen. De Gruyter, Berlin 2009, ISBN 3-598-44159-2, S. 683
49. 1 2  Andreas Pangritz: Die Schattenseite des Christentums: Theologie und Antisemitismus. Kohlhammer, Stuttgart 2023, ISBN 978-3-17-040046-7, S. 77 f. und Fn. 39–42.
50. ↑  Johannes Brosseder: Luther und der Leidensweg der Juden. In: Heinz Kremers, Leonore Siegele-Wenschkewitz, Berthold Klappert (Hrsg.): Die Juden und Martin Luther – Martin Luther und die Juden. Neukirchen-Vluyn 1987, S. 119.
51. 1 2  Andreas Pangritz: Die Schattenseite des Christentums, Stuttgart 2023, S. 78; hochdeutsche Luther-Zitate bei Andreas Pangritz: Martin Luther und die Juden – War Luther ein Antisemit? Vortrag in Wittenberg, 21. Februar 2014-
52. ↑  Nicoline Hortzitz: Die Sprache der Judenfeindschaft in der frühen Neuzeit (1450–1700): Untersuchungen zu Wortschatz, Text und Argumentation. Winter, Heidelberg 2005, ISBN 3-8253-1365-4, S. 350.
53. ↑  WA 35 (Lieder), S. 576.
54. ↑  Heiko Oberman: Die Juden in Luthers Sicht. In: Heinz Kremers, Leonore Siegele-Wenschkewitz, Bertold Klappert (Hrsg.): Die Juden und Martin Luther, Martin Luther und die Juden: Geschichte, Wirkungsgeschichte, Herausforderung. 2. Auflage, Neuenkirchener Verlag, Neukirchen-Vluyn 1987, ISBN 3-7887-0751-8, S. 136–162, Zitat S. 161.
55. ↑  Rainer Kampling: Cum nimis absurdum (Paul IV.). In: Wolfgang Benz, Brigitte Mihok (Hrsg.): Handbuch des Antisemitismus Band 8: Nachträge und Register. De Gruyter / Oldenbourg, München 2015, ISBN 3-11-037932-5, S. 190 f.
56. 1 2  Joshua Furnal: Abraham Joshua Heschel and Nostra Aetate. In: Douglas James Davies, Michael J. Thate (Hrsg.): Religion and the Individual: Belief, Practice, and Identity. MDPI-AG, Basel 2017, ISBN 978-3-03842-4-666, S. 38–49, hier S. 40
57. ↑  Stefan Lehr: Antisemitismus – religiöse Motive im sozialen Vorurteil. Christian Kaiser, München 1974, ISBN 3-459-00894-6, S. 23
58. ↑  Stefan Lehr: Antisemitismus – religiöse Motive im sozialen Vorurteil. München 1974, S. 23f. (Kleinpaul, Kayser) und 31 (Walch)
59. 1 2  Stefan Lehr: Antisemitismus – religiöse Motive im sozialen Vorurteil. München 1974, S. 24
60. ↑  Franco Ruault: „Neuschöpfer des deutschen Volkes“. Julius Streicher im Kampf gegen „Rassenschande“. Peter Lang, Frankfurt am Main 2005, ISBN 3-631-54499-5, S. 231 (Zitat ebd.)
61. ↑  Gunther Schendel: Die Missionsanstalt Hermannsburg und der Nationalsozialismus: Der Weg einer lutherischen Milieuinstitution zwischen Weimarer Republik und Nachkriegszeit. LIT, Münster 2009, ISBN 3-8258-0627-8, S. 363–365
62. ↑  Dietrich Bonhoeffer: Die Kirche vor der Judenfrage. In: Carsten Nicolaisen, Ernst-Albert Scharffenorth (Hrsg.): Dietrich Bonhoeffer Werke Band 7: Berlin 1932–1933. Sonderausgabe, Gütersloher Verlagshaus, Gütersloh 2015, ISBN 978-3-579-01818-8, S. 349–358, Zitat S. 354 (PDF S. 3)
63. ↑  Dietrich Bonhoeffer: Betheler Bekenntnis (Entwurf und August-Fassung). In:  Carsten Nicolaisen, Ernst-Albert Scharffenorth (Hrsg.): Dietrich Bonhoeffer Werke Band 7: Berlin 1932–1933. Gütersloh 2015, S. 362-407, hier S. 404
64. ↑  Ferdinand Schlingensiepen: Dietrich Bonhoeffer 1906–1945: Eine Biographie. Beck, München 2006, ISBN 3-406-53425-2, S. 154 f.
65. ↑  Paul Gerhard Schoenborn: Nachfolge – Mystik – Martyrium: Studien zu Dietrich Bonhoeffer. Edition ITP-Kompass, Münster 2012, ISBN 3-9813562-3-3, S. 163
66. ↑  Werner Müller, Lucia Scherzberg (Hrsg.): Theologie und Vergangenheitsbewältigung: eine kritische Bestandsaufnahme im interdisziplinären Vergleich. Schöningh, Paderborn 2005, ISBN 3-506-72934-9, Fn. 84
67. ↑  Saul Friedländer: Pius XII. und das Dritte Reich: Eine Dokumentation. Beck, München 2011, ISBN 3-406-61681-X, S. 225 f.
68. ↑  Wolfgang Reinbold: Der älteste Bericht über den Tod Jesu: Literarische Analyse und historische Kritik der Passionsdarstellungen der Evangelien. De Gruyter, Berlin 2013, ISBN 3-11-087751-1, S. 311, Fn. 113
69. ↑  Wolfgang Reinbold: Der Prozess Jesu. Vandenhoeck & Ruprecht, Göttingen 2006, ISBN 3-525-61591-4, S. 11f.
70. ↑  Charlotte Klein: Theologie und Anti-Judaismus: eine Studie zur deutschen theologischen Literatur der Gegenwart. Christian Kaiser, München 1975, ISBN 3-459-01026-6, S. 107
71. ↑  Rudolf Krämer-Badoni: Judenmord, Frauenmord, Heilige Kirche. Fischer, Frankfurt am Main 2016, ISBN 3-10-560821-4, S. 80
72. ↑  Heinz-Joachim Fischer: Päpste und Juden: Die Wende unter Johannes Paul II. und Benedikt XVI. LIT, Münster 2012, ISBN 3-643-11699-3, S. 85; Volltext von Nostra Aetate
73. ↑  Thomas Brechenmacher: Der Vatikan und die Juden: Geschichte einer unheiligen Beziehung. Beck, München 2005, ISBN 3-406-52903-8, S. 267.
74. ↑  David Neuhold: Franz Kardinal König – Religion und Freiheit: Ein theologisches und politisches Profil. Kohlhammer, Stuttgart 2008, ISBN 3-7278-1607-4, S. 112
75. ↑  Wolfgang Benz (Hrsg.): Handbuch des Antisemitismus Band 1: Länder und Regionen. De Gruyter, Berlin 2009, ISBN 3-11-023137-9, S. 402. Zu den Gründen Willehad P. Eckert: Die Kirche und das jüdische Volk. In: Freiburger Rundbrief Nr. 65/68, 1966 (PDF, besonders S. 30, Fn. 3)
76. ↑  Thomas Roddey (Hrsg.): Das Verhältnis der Kirche zu den nichtchristlichen Religionen: Die Erklärung "Nostra aetate" des Zweiten Vatikanischen Konzils und ihre Rezeption durch das kirchliche Lehramt. Schöningh, Paderborn 2005, ISBN 3-506-71381-7, S. 493
77. ↑  Urs Altermatt: Katholizismus und Antisemitismus. Huber, Frauenfeld 1999, ISBN 3-7193-1160-0, S. 94; weitere Beispiele S. 76–83
78. ↑  Heinz-Joachim Fischer: Päpste und Juden, Münster 2012, S. 186; Volltext
79. ↑  Ernst Fürlinger: Der Rückschlag im interreligiösen Dialog. In: Til Galrev: Der Papst im Kreuzfeuer: zurück zu Pius oder das Konzil fortschreiben? LIT, Münster 2009, ISBN 3-643-10128-7, S. 148
80. ↑  Ulrich Schwemer (Hrsg.): Christen und Juden: Dokumente der Annäherung. Gütersloher Verlagshaus Gerd Mohn, Gütersloh 1991, ISBN 3-579-00790-4, S. 88–91 (Zitate ebd.)
81. ↑  Wolfgang Reinbold: Evangelische Kirche in Deutschland. In: Wolfgang Benz (Hrsg.): Handbuch des Antisemitismus Band 5: Organisationen, Institutionen, Bewegungen. De Gruyter, Berlin 2012, ISBN 3-598-24078-3, S. 238
82. 1 2  Edith Petschnigg, Irmtraut Fischer, Gerhard Langer (Hrsg.): Hat der jüdisch-christliche Dialog Zukunft? Gegenwärtige Aspekte und zukunftige Perspektiven in Mitteleuropa. Vandenhoeck & Ruprecht, Göttingen 2017, ISBN 3-8471-0717-8, S. 138; Volltext
83. ↑  EKD-Erklärung zur Judenfrage 1950. In: Wolfgang Benz, Brigitte Mihok (Hrsg.): Handbuch des Antisemitismus Band 4: Ereignisse, Dekrete, Kontroversen. De Gruyter / Saur, Berlin 2011, ISBN 3-11-025514-6, S. 97
84. ↑  Edna Brocke, Jürgen Seim: Gottes Augapfel: Beiträge zur Erneuerung des Verhältnisses von Christen und Juden. Neukirchener Verlag, Neukirchen-Vlyn 1986, ISBN 3-7887-1216-3, S. 6 (Vorwort); Heinz Kremers, Julius Hans Schoeps, Leo A. R. Bakker (Hrsg.): Das jüdisch-christliche Religionsgespräch. Burg, Sachsenheim 1988, ISBN 3-922801-57-9, S. 162; Edna Brocke, Jürgen SeimChristoph Münz, Rudolf W. Sirsch: „Denk an die Tage der Vergangenheit – Lerne aus den Jahren der Geschichte“: 40 Jahre Buber-Rosenzweig-Medaille. LIT, Münster 2009, ISBN 3-8258-1717-2, S. 44
85. ↑  Jewish-Christian Relations: Zypern: Orthodoxie verurteilt Rede von jüdischer Kollektivschuld. Gemeinsame Erklärung von Erzbischof Chrysostomos und Oberrabbiner Metzger. jcrelations.net, 31. Dezember 2011
86. ↑  Maximilian Gottschlich: Unerlöste Schatten: Die Christen und der neue Antisemitismus. Schöningh, Paderborn 2016, ISBN 3-657-78247-8, S. 28
87. ↑  Rolf Rendtorff, Hans Hermann Henrix (Hrsg.): Die Kirche und das Judentum. Dokumente 1945 bis 1985. Paderborn 1988, S. 341
88. ↑  Jochen Bär, Marcus Müller (Hrsg.): Geschichte der Sprache – Sprache der Geschichte: Probleme und Perspektiven der historischen Sprachwissenschaft des Deutschen. De Gruyter, Berlin 2012, ISBN 3-05-005111-6, S. 144
89. ↑  Thomas Metzger: Antisemitismus in der Stadt St. Gallen 1918–1939. Academic Press, Freiburg 2006, ISBN 3-7278-1563-9, S. 122 und Fn. 85
90. ↑  Dietrich Hub: Passionsspiele in Oberammergau: Alle zehn Jahre wieder. (Memento vom 17. Juli 2013 im Internet Archive) In: Deutsches Pfarrerblatt 3/2010.
91. ↑  Klaus-Peter Lehmann: Passionsmusik von Johann Sebastian Bach. Evangelischer Arbeitskreis für das christlich-jüdische Gespräch in Hessen und Nassau, Februar 2011
92. ↑  Dagmar Hoffmann-Axthelm: Die Judenchöre in Bachs Johannes-Passion. Der Thomaskantor als Gestalter lutherischer Judenpolemik. Freiburger Rundbrief 5/1998
93. ↑  Dorothee Recker: Jules Isaac (1877–1963). In: Petrus Bsteh, Brigitte Proksch (Hrsg.): Wegbereiter des interreligiösen Dialogs. LIT, Münster 2012, ISBN 3-643-50332-6, S. 94
94. ↑  Zsolt Keller: Der Blutruf (Mt 27,25). Eine schweizerische Wirkungsgeschichte 1900–1950. Vandenhoeck & Ruprecht, Göttingen 2006, ISBN 3-525-55328-5, S. 54
95. ↑  Thomas Lange: Judentum und jüdische Geschichte im Schulunterricht nach 1945: Bestandsaufnahmen, Erfahrungen und Analysen aus Deutschland, Österreich, Frankreich und Israel. Boehlau, Wien 1994, ISBN 3-205-98245-2, S. 84 und S. 205
96. ↑  Herbert A. Sallen: Zum Antisemitismus in der Bundesrepublik Deutschland: Konzepte, Methoden und Ergebnisse der empirischen Antisemitismusforschung. Haag + Herchen, Frankfurt am Main 1977, ISBN 3-88129-091-5
97. ↑  Werner Bergmann, Rainer Erb: Antisemitismus in der Bundesrepublik Deutschland. Leske und Budrich, Opladen 1991, ISBN 3-8100-0865-6, S. 97ff.
98. 1 2  Albert Scherr: Expertise: Verbreitung von Stereotypen über Juden und antisemitischer Vorurteile in der evangelischen Kirche. Freiburg 2011, PDF S. 8 und Fn. 13
99. ↑  Daniel Jonah Goldhagen: Die katholische Kirche und der Holocaust: eine Untersuchung über Schuld und Sühne. Goldmann, München 2004, ISBN 3-442-15293-3, S. 273
100. ↑  Armin Lange: Intra- und extrajüdische Polemiken. In: Markus Tiwald (Hrsg.): Q in Context I, Göttingen 2015, S. 61
101. ↑  Alle Angaben in Prozent der Befragten. Die ADL addiert dabei „starke“ und „etwas“ Zustimmung. Der jeweils erste Beleg betrifft Europa, der jeweils zweite die USA.
102. ↑  Attitudes Toward Jews in Twelve European Countries. (PDF; 185 kB) ADL, Mai 2005, S. 9; ADL Survey: 15% of Americans ‘Unquestionably anti-Semitic’. Haaretz, 1. November 2007
103. ↑  Attitudes Toward Jews and the Middle East in Five European Countries. ADL, Mai 2007, PDF S. 10
104. ↑  Attitudes Toward Jews and the Middle East in Six European Countries. ADL, Juli 2007, PDF S. 11
105. 1 2 3 4 5  A Survey about Attitudes towards jews in America. ADL, 2016, PDF S. 21
106. ↑  Attitudes Toward Jews in Seven European Countries. ADL, Februar 2009, PDF S. 11
107. ↑  Attitudes Toward Jews in Ten European Countries. ADL, März 2012, PDF S. 12
108. ↑  Is the recession making America anti-Semitic? The Week, 9. Januar 2015
109. ↑  Ruben Konig, Rob Eisinga: Explaining the Relationship between Christian Religion and Anti‐Semitism in the Netherlands. In: Review of Religious Research Band 41, Nr. 3. Sage Publications, März 2000, doi:10.2307/3512036, S. 373–393
110. ↑  Dominika Bulska, Mikołaj Winiewski: Antisemitism in Poland. Results of Polish Prejudice Survey 3. Center for Research on Prejudice, Warschau 2018, PDF S. 9 (Archivlink)
111. ↑  Monika Schwarz-Friesel, Jehuda Reinharz: Die Sprache der Judenfeindschaft im 21. Jahrhundert. De Gruyter, Berlin / New York 2012, ISBN 978-3-11-027772-2, S. 124ff.
112. ↑  Max Horkheimer, Theodor W. Adorno: Dialektik der Aufklärung: Philosophische Fragmente. (1944) Suhrkamp, Frankfurt am Main 1971, S. 151–186, hier S. 151; zitiert bei Christian Staffa: Von der gesellschaftlichen Notwendigkeit christlicher Antisemitismuskritik, AG Juden und Christen,  10. Februar 2022, Fußnote 13